# Steenvoorde
Steenvoorde es una comuna del Flandes francés, situada entre Lille y Dunkerque. Administrativamente pertenece al distrito de Dunkerque, en el departamento de Norte (Región de Alta Francia).

## Historia
Señorío independiente, en 1553 fue arrasada por el emperador Carlos I debido al apoyo de su señor a Francia. El 10 de agosto de 1566 se inició en la villa el Beeldenstorm, que daría origen a la guerra de los Ochenta Años. Durante la guerra franco-española fue ocupada en 1645 por las tropas españolas, hasta que fue cedida a Francia en 1678 mediante los Tratados de Nimega.

## Demografía
| 4 030 | 3 474 | 3 620 | 3 629 | 3 863 | 4 023 | 3 982 | 3 966 | 3 930 | 3 993 | 3 988 | 4 002 | 4 018 | 4 219 | 4 368 | 4 410 | 4 476 | 4 270 | 4 229 | 4 121 | 3 924 | 3 742 | 3 632 | 3 681 | 3 629 | 3 578 | 3 663 | 3 761 | 3 879 | 4 021 | 4 010 | 4 024 | 3 987 |
| Para los censos de 1962 a 1999 la población legal corresponde a la población sin duplicidades (Fuente: INSEE [Consultar]) |       |       |       |       |       |       |       |       |       |       |       |       |       |       |       |       |       |       |       |       |       |       |       |       |       |       |       |       |       |       |       |       |

## Nombre e historia
Steenvoorde es un nombre neerlandés que proviene de las palabras "steen" (piedra) y "voorde" (vado). Hace, pues, referencia al hecho de que éste era un punto en el que una vía romana que unía Boulogne-sur-Mer con el interior atravesaba el río Ey Becque mediante un vado empedrado. Sin embargo, aparece por primera vez en 1093.
Steenvoorde fue arrasada por Carlos I de España en 1553.

## Monumentos
- La iglesia de Saint-Pierre, 92 m
- El Noordmeulen, (molino del norte), (1576)
- El Drievenmeulen, (Molino de viento) de madera, (1766)

## Enlaces externos

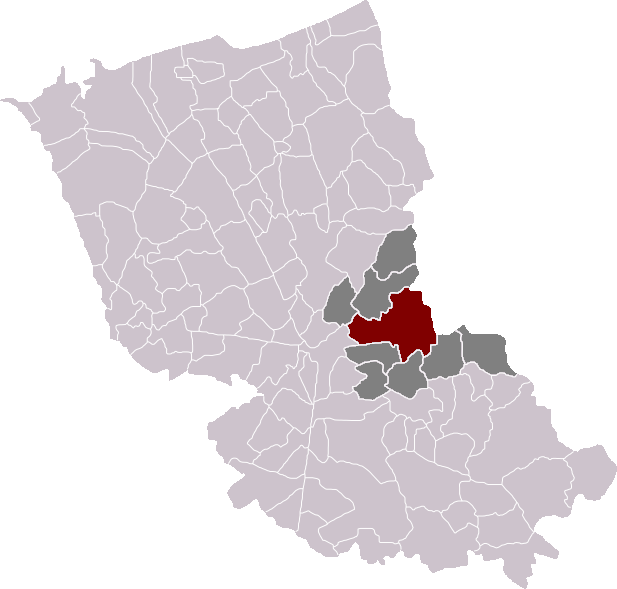
Situación de Steenvoorde en el distrito de Dunkerque.